# Episodi di Quell'uragano di papà (quarta stagione)
La quarta stagione della serie televisiva Quell'uragano di papà è stata trasmessa negli Stati Uniti dalla ABC tra il 20 settembre 1994 e il 23 maggio 1995.
In Italia è stata trasmessa nel 1997 da Rai 2.
| nº | Titolo originale                        | Titolo italiano                    | Titolo italiano                             | Prima TV USA      | Prima TV Italia |
| nº | Titolo originale                        | Disney Channel                     | Disney+                                     | Prima TV USA      | Prima TV Italia |
| -- | --------------------------------------- | ---------------------------------- | ------------------------------------------- | ----------------- | --------------- |
| 1  | Back in the Saddle Shoes Again          |                                    | Di nuovo in sella                           | 20 settembre 1994 |                 |
| 2  | Don't Tell Momma                        |                                    | Non dirlo a mamma                           | 27 settembre 1994 |                 |
| 3  | Death Begins at Forty                   |                                    | La morte inizia a 40 anni                   | 4 ottobre 1994    |                 |
| 4  | The Eyes Don't Have It                  |                                    | Quello che gli occhi non colgono            | 11 ottobre 1994   |                 |
| 5  | He Ain't Heavy, He's Just Irresponsible |                                    | Non è pesante, è solo irresponsabile        | 18 ottobre 1994   |                 |
| 6  | Borland Ambition                        |                                    | Ambizione ossessiva                         | 25 ottobre 1994   |                 |
| 7  | Let's Go to the Videotape               |                                    | Un video disastroso                         | 8 novembre 1994   |                 |
| 8  | Quibbling Siblings                      |                                    | Gelosie tra fratelli                        | 15 novembre 1994  |                 |
| 9  | My Dinner with Wilson                   |                                    | La cena con Wilson                          | 22 novembre 1994  |                 |
| 10 | Ye Olde Shoppe Teacher                  |                                    | Il vecchio insegnante di Educazione Tecnica | 29 novembre 1994  |                 |
| 11 | Some Like It Hot Rod                    |                                    | A qualcuno piace Hot Rod                    | 6 dicembre 1994   |                 |
| 12 | Twas the Night Before Chaos             |                                    | La notte prima del caos                     | 13 dicembre 1994  |                 |
| 13 | The Route of All Evil                   |                                    | Le consegne del male                        | 3 gennaio 1995    |                 |
| 14 | Brother, Can You Spare a Hot Rod?       | Pizza ai brutti di mare            | Fratello, hai una Hot Rod?                  | 10 gennaio 1995   |                 |
| 15 | Super Bowl Fever                        | La febbre della domenica           | La febbre del Super Bowl                    | 31 gennaio 1995   |                 |
| 16 | Bachelor of the Year                    | Tutte le donne di Al               | Lo scapolo dell'anno                        | 7 febbraio 1995   |                 |
| 17 | It's My Party                           | C'era troppa cera                  | È la mia festa                              | 14 febbraio 1995  |                 |
| 18 | A House Divided                         | Una giornata esplosiva             | Una casa divisa                             | 21 febbraio 1995  |                 |
| 19 | The Naked Truth                         | Fratelli, cucitrici e docce fredde | La nuda verità                              | 28 febbraio 1995  |                 |
| 20 | Talk to Me                              | Pegni d'amore                      | Parla con me                                | 14 marzo 1995     |                 |
| 21 | No, No, Godot                           | Il teatro dell'assurdo             | Godot non arriva                            | 21 marzo 1995     |                 |
| 22 | Tool Time After Dark (Part 1)           | Schegge indigeste (prima parte)    | La lunga notte di Tool Time (prima parte)   | 11 aprile 1995    |                 |
| 23 | Tool Time After Dark (Part 2)           | Schegge indigeste (seconda parte)  | La lunga notte di Tool Time (seconda parte) | 11 aprile 1995    |                 |
| 24 | Sisters and Brothers                    | Fratelli e sorelle                 | Sorelle e fratelli                          | 2 maggio 1995     |                 |
| 25 | A Marked Man                            |                                    | Il coltellino svizzero                      | 9 maggio 1995     |                 |
| 26 | Wilson's Girlfriend                     | Posso chiamarti Wilson?            | La fidanzata di Wilson                      | 23 maggio 1995    |                 |

## Di nuovo in sella
- Titolo originale: Back in the Saddle Shoes Again
- Diretto da: Andy Cadiff
- Scritto da: Bruce Ferber

### Trama
Jill viene licenziata dal suo lavoro e intende tornare al college per prendere la laurea magistrale. Tim non è convinto dell'idea di Jill, che non apprezza ciò che lui le dice. Alla fine, Tim parla con Wilson e la situazione cambia.
- Guest star: Mariangela Pino (Marie Morton), Debbe Dunning (Heidi Keppert)

## Non dirlo a mamma
- Titolo originale: Don't Tell Momma
- Diretto da: Andy Cadiff
- Scritto da: Rosalind Moore e Howard J. Morris

### Trama
Jill graffia la sua auto e Tim è molto arrabbiato con lei, quindi Tim porta l'auto a riparare. Tim porta l'auto al lavoro, perché quel giorno lavorano all'aperto con le gru, ma c'è un incidente che lascia l'auto in riparazione per un bel po'.
- Guest star: Tom La Grua (Eddie McCormack), Daniel Bryan Cartwell (Scotty)

## La morte inizia a 40 anni
- Titolo originale: Death Begins at Forty
- Diretto da: Andy Cadiff
- Scritto da: Bob Bendetson

### Trama
Tim comincia a preoccuparsi per la propria salute quando il suo 40º compleanno si avvicina, e Harry, il proprietario della Ferramenta Harry, ha un infarto.
- Guest star: Blake Clark (Harry Turner), Jimmy Labriola (Benny Baroni), Debbe Dunning (Heidi Keppert), Al Fann (Felix Myman)

## Quello che gli occhi non colgono
- Titolo originale: The Eyes Don't Have It
- Diretto da: Andy Cadiff
- Scritto da: Jon Vandergriff

### Trama
Ultimamente, Mark ha dei problemi a scuola. Tim e Jill incontrano l'insegnante di Mark e cominciano a preoccuparsi. Tim e Jill controllano costantemente Mark, per capire quale sia il suo problema, e Jill pensa che forse lo stiano trascurando, ma non potrebbe sbagliarsi di più.
- Guest star: Debbe Dunning (Heidi Keppert), Anndi McAfee (Beth)

## Non è pesante, è solo irresponsabile
- Titolo originale: He Ain't Heavy, He's Just Irresponsible
- Diretto da: Andy Cadiff
- Scritto da: Elliot Shoenman e Marley Sims

### Trama
Marty, il fratello di Tim, passa per dire a Tim che lascerà sua moglie e i suoi figli, ma il consiglio di Tim fa rivoltare Marty contro di lui. Intanto, Tim crea un buco nel pavimento, e Jill ha difficoltà a lavorare alla sua relazione di Psicologia.
- Guest star: William O'Leary (Marty Taylor), Debbe Dunning (Heidi Keppert)

## Ambizione ossessiva
- Titolo originale: Borland Ambition
- Diretto da: Andy Cadiff
- Scritto da: Bob Bendetson e Bruce Ferber

### Trama
Harry offre a Tim di vendergli il 20% del suo negozio di ferramenta (che il fratello di Harry sta vendendo). Jill non permette a Tim di comprarlo, così lo compra Al. Quando Al diventa ossessionato dal negozio, rende la vita difficile a tutti, anche Ilene, quando lui non si presenta a un appuntamento con lei, quindi Tim decide di parlarne con lui.
- Guest star: Sherry Hursey (Ilene Markham), Blake Clark (Harry Turner), Jimmy Labriola (Benny Baroni), Debbe Dunning (Heidi Keppert)

## Un video disastroso
- Titolo originale: Let's Go to the Videotape
- Diretto da: Andy Cadiff
- Scritto da: Howard J. Morris

### Trama
Dopo aver registrato il discorso di Jill, Tim lascia accidentalmente accesa la registrazione mentre critica il suo discorso. Dopo che Jill ha visto il video, Tim legge alcuni dei suoi libri di psicologia e registra una finta conversazione con i suoi amici in cui loda Jill.
- Guest star: Tom La Grua (Eddie McCormack), Debbe Dunning (Heidi Keppert), Blake Clark (Harry Turner), Sherry Hursey (Ilene Markham), Bill Saluga (Uomo #1), Ed Hooks (Uomo #2), Lowell Sanders (Uomo #3)

## Gelosie tra fratelli
- Titolo originale: Quibbling Siblings
- Diretto da: Andy Cadiff
- Scritto da: Paul Wolff

### Trama
Il banditore del Bingo preferito di Al muore, quindi Tim deve sostituire Al nello show con qualcun altro. Brad si offre volontario per sostituirlo e Tim accetta. Tuttavia, Randy non ne è affatto contento e mostra dei segni di gelosia.
- Guest star: Debbe Dunning (Heidi Keppert), Stephen Rollins (York Murphy)

## La cena con Wilson
- Titolo originale: My Dinner with Wilson
- Diretto da: Andy Cadiff
- Scritto da: Elliot Shoenman e Marley Sims

### Trama
Alla cena del Ringraziamento con i Taylor, Wilson annuncia che si trasferirà, ma Tim gli dà un consiglio sperando che Wilson resti.
- Guest star: James Cromwell (Fred), Julie Cobb (Francine), William Thomas Jr. (Perito), Noelle North (Voce dell'uccello)

## Il vecchio insegnante di Educazione Tecnica
- Titolo originale: Ye Olde Shoppe Teacher
- Diretto da: Andy Cadiff
- Scritto da: Howard J. Morris

### Trama
Il sig. Leonard, il professore di Educazione Tecnica del liceo, va a trovarlo, ma si arrabbia e se ne va dopo aver partecipato a un episodio di Tool Time.
- Guest star: Dick O'Neill (Art Leonard), Jimmy Labriola (Benny Baroni), Debbe Dunning (Heidi Keppert), Murray Rubinstein (Dr. Larry Lindover), Michael Kaufman (Frankie)

## A qualcuno piace Hot Rod
- Titolo originale: Some Like It Hot Rod
- Diretto da: Andy Cadiff
- Scritto da: Neil Kramer e Ned Teitelbaum

### Trama
Dopo che Tim ha provato a far pubblicare la sua Hot Rod su una rivista di automobilismo, Jill è indaffarata e la lascia accidentalmente fuori sotto la neve.
- Guest star: Debbe Dunning (Heidi Keppert), Ben Gillespie (Mikey), Christopher Ogden (Steven), John Webb (Norman)

## La notte prima del caos
- Titolo originale: Twas the Night Before Chaos
- Diretto da: Andy Cadiff
- Scritto da: Rosalind Moore

### Trama
Marty, sua moglie e i suoi figli e i genitori di Jill arrivano in visita e Tim e Jill cercando di risolvere i loro problemi coniugali. Tim cerca di battere Doc Johnson nella gara di luci di Natale.
- Guest star: Polly Holliday (Lillian "Nana" Patterson), William O'Leary (Marty Taylor), Jensen Daggett (Nancy Taylor), Debbe Dunning (Heidi Keppert), M. Emmet Walsh (Colonnello Fred Patterson)

## Le consegne del male
- Titolo originale: The Route of All Evil
- Diretto da: Andy Cadiff
- Scritto da: Lloyd Garver

### Trama
Brad si prende la responsabilità di consegnare i giornali, ma, pur non avendo tempo sia per il lavoro che per i compiti, non vuole licenziarsi perché farebbe arrabbiare suo padre. Brad paga Mark e Randy per fare i suoi lavori extra, il che porta a un compromesso con Tim e Jill.
- Guest star: Mariangela Pino (Marie Morton), Debbe Dunning (Heidi Keppert), Philippe Bergeron (Voce)

## Pizza ai brutti di mare / Fratello, hai una Hot Rod?
- Titolo originale: Brother, Can You Spare a Hot Rod?
- Diretto da: Andy Cadiff
- Scritto da: Jon Vandergriff

### Trama
Tim decide di vendere la sua Hot Rod e ne compra una da ricostruire. Nel frattempo, Jill porta Randy a comprare dei vestiti e lui teme che Jill lo metta in imbarazzo davanti a qualcuno che conosce.
- Guest star: Bruce McGill (Doug O'Brien), Jay Leno (Jay), Anndi McAfee (Beth), Larry Flash Jenkins (Bud), Laura Hill (Commessa), Rocky Giordani (Fred), Robert Neches (Annunciatore televisivo)

## La febbre della domenica / La febbre del Super Bowl
- Titolo originale: Super Bowl Fever
- Diretto da: Peter Filsinger
- Scritto da: Rosalind Moore e Howard J. Morris

### Trama
Tim organizza una festa per il Super Bowl mentre Jill ha l'influenza.
- Guest star: Mickey Jones (Pete Bilker), Jimmy Labriola (Benny Baroni), Blake Clark (Harry Turner), Murray Rubinstein (Dr. Larry Lindover), David Krieg (se stesso), Kelvin Pritchett (se stesso), Chris Spielman (se stesso)

## Tutte le donne di Al / Lo scapolo dell'anno
- Titolo originale: Bachelor of the Year
- Diretto da: Andy Cadiff
- Scritto da: Rosalind Moore

### Trama
Quando Al è su una rivista nella lista degli "scapoli più ambiti" di Detroit, le donne cominciano a girargli intorno e lui inizia a ignorare Ilene. Mark deve scrivere un tema sulla persona più interessante che conosce e lo scrive su Wilson invece che su Tim.
- Guest star: Sherry Hursey (Ilene Markham), Debbe Dunning (Heidi Keppert), Jolie Jackunas (Christine), Dorothy Brooks (Shelly), Cecily Adams (Dana), Margaret Fitzgerald (Donna #1), Rose Portillo (Donna #2), Lucy Liu (Donna #3), Sonia Jackson (Receptionist), Rebecca Staab (Debbie Carver)

## C'era troppa cera / È la mia festa
- Titolo originale: It's My Party
- Diretto da: Andy Cadiff
- Scritto da: Thad Mumford

### Trama
Alla festa di Randy, a causa della troppa cera sulla pista da ballo, Michelle, la fidanzata di Randy, si sloga la caviglia.
- Guest star: Mark L. Taylor (Bert Russell), Francesca P. Roberts (Marge), Debbe Dunning (Heidi Keppert), Kimberly Cullum (Michelle Russell), John Voldstad (Bob), Andrew Amic-Angelo (Sherman), Mitch Carter (Ballerino)

## Una giornata esplosiva / Una casa divisa
- Titolo originale: A House Divided
- Diretto da: Andy Cadiff
- Scritto da: Bruce Ferber e Lloyd Garver

### Trama
Benny, l'amico di Tim, si trasferisce a casa di sua zia mentre lei è via. Ma una fuga di gas fa esplodere la casa e Benny deve stare dai Taylor.
- Guest star: Jimmy Labriola (Benny Baroni), Debbe Dunning (Heidi Keppert), Blake Clark (Harry Turner), Ralph Manza (Sam)

## Fratelli, cucitrici e docce fredde / La nuda verità
- Titolo originale: The Naked Truth
- Diretto da: Andy Cadiff
- Scritto da: Elliot Shoenman e Marley Sims

### Trama
Quando Marty e Nancy sono ospiti dei Taylor, Tim entra nella doccia mentre c'è Nancy, pensando che sia Jill. Nel frattempo, Randy va a un bar mitzvah e deve tornare a casa dopo essersi strappato i pantaloni.
- Guest star: Jensen Daggett (Nancy Taylor), William O'Leary (Marty Taylor), Debbe Dunning (Heidi Keppert), Earl Billings (Mike), Johnson West (Stage manager), Milton Canady (Operaio edile)

## Pegni d'amore / Parla con me
- Titolo originale: Talk to Me
- Diretto da: Andy Cadiff
- Scritto da: Carmen Finestra, David McFadzean e Matt Williams

### Trama
Tim insulta Jill a Tool Time, rovina la cena e fa cadere il suo anello nella caldaia.
- Guest star: Jim Breuer (Jim), Dave Chappelle (Dave), Debbe Dunning (Heidi Keppert)

## Il teatro dell'assurdo / Godot non arriva
- Titolo originale: No, No, Godot
- Diretto da: Andy Cadiff
- Scritto da: Bob Bendetson

### Trama
Tim e Al fanno da bagarini a una partita di hockey a cui Tim non può andare, ma vengono arrestati e Jill e Ilene si presentano per pagare la cauzione. Nel frattempo, Mark crea una maschera in cartapesta del volto di Wilson per un progetto scolastico mentre Tim e Jill sono fuori.
- Guest star: Max Gail (Agente Carl Keegan), Mike Grief (George), Jennifer Lyon-Buchanan (Membro del pubblico), Randy Kovitz (Membro del pubblico), Sherry Hursey (Ilene Markham), Rif Hutton (Uomo allo stadio), Robby Gordon (se stesso), Derrick Walker (se stesso), Clive Rosengren (Poliziotto), Raffi Di Blasio (Ragazzo), Sam Whipple (Usciere)

## Schegge indigeste (prima parte) / La lunga notte di Tool Time (prima parte)
- Titolo originale: Tool Time After Dark (Part 1)
- Diretto da: Andy Cadiff
- Scritto da: Elliot Shoenman & Marley Sims

### Trama
Nonostante il consiglio di Jill, Tim passa la notte in bianco guardando vecchie puntate di Tool Time perché ha mal di stomaco dopo aver mangiato troppo cibo polacco.

## Schegge indigeste (seconda parte) / La lunga notte di Tool Time (seconda parte)
- Titolo originale: Tool Time After Dark (Part 2)
- Diretto da: Andy Cadiff
- Scritto da: Elliot Shoenman & Marley Sims

### Trama
Nonostante il consiglio di Jill, Tim passa la notte in bianco guardando vecchie puntate di Tool Time perché ha mal di stomaco dopo aver mangiato troppo cibo polacco.

## Fratelli e sorelle / Sorelle e fratelli
- Titolo originale: Sisters and Brothers
- Diretto da: Andy Cadiff
- Scritto da: Rosalind Moore

### Trama
Carrie, la sorella di Jill, viene a vedere come vive Jill per capire se le piacerebbe sposarsi. Marty, il fratello di Tim, si trasferisce a Detroit.
- Guest star: William O'Leary (Marty Taylor), Jensen Daggett (Nancy Taylor), Tudi Roche (Carrie Patterson), Debbe Dunning (Heidi Keppert), Keith Lehman (Cal Borland)

## Il coltellino svizzero
- Titolo originale: A Marked Man
- Diretto da: Peter Filsinger
- Scritto da: Jon Vandergriff

### Trama
Al dice a Tim e Jill che uno dei loro figli potrebbe aver rubato un coltellino svizzero. Loro sono convinti che i loro figli non ruberebbero mai, ma trovano il coltellino nella tasca di Mark facendo il bucato.
- Guest star: Blake Clark (Harry Turner), Debbe Dunning (Heidi Keppert), Jay Lacopo (Cliente)

## Posso chiamarti Wilson? / La fidanzata di Wilson
- Titolo originale: Wilson's Girlfriend
- Diretto da: Andy Cadiff
- Scritto da: Howard J. Morris

### Trama
Jill organizza il primo appuntamento dopo 20 anni per Wilson e Tim gli dà un consiglio.
- Guest star: Beth Dixon (Judith Haber), Michelle Williams (Jessica Lutz)